# Catherine O'Hara
Catherine Anne O'Hara (Toronto, 4 maart 1954) is een Canadees-Amerikaans actrice. Ze won onder meer een American Comedy Award voor Best in Show, een National Board of Review Award voor For Your Consideration en samen met de gehele cast van SCTV Network 90 een Emmy Award.

## Biografie

### Carrière
O'Hara komt uit een grote Iers Katholieke familie. Ze begon haar acteercarrière in 1974 als lid van theatergroep The Second City in Toronto. Ze was een understudy voor Gilda Radner, totdat ze de groep inruilde voor de show Saturday Night Live. Twee jaar later ging ze werken voor de televisieserie SCTV, die was bedacht door The Second City.
Aan het einde van de jaren 70 leende ze haar stem voor verschillende animatieseries, wat ze sindsdien geregeld doet. Gedurende haar carrière heeft ze in veel films gespeeld, waaronder After Hours (1985) van Martin Scorsese en in drie films van Tim Burton, Beetlejuice (1988) The Nightmare Before Christmas (1993) en Beetlejuice Beetlejuice (2024). Ze vertolkte de rol van Kate McCallister in de eerste twee Home Alone-films, Home Alone (1990) en Home Alone 2: Lost in New York (1992). O'Hara speelde tevens in verschillende mockumentary-films van regisseur Christopher Guest. Van 2015 tot 2020 speelde ze Moira Rose in de Canadese sitcom Schitt's Creek, dat een grote hit werd nadat de serie na enkele seizoenen op Netflix verscheen. In 2020 kreeg ze een Emmy voor deze vertolking.

### Privéleven
O'Hara is tot Amerikaanse genaturaliseerd en trouwde in 1992 met een regisseur met wie ze twee zoons kreeg. Haar zus Mary Margaret O'Hara is singer-songwriter.

## Filmografie
- 1983 - Rock & Rule - Tante Edith
- 1988 - Beetlejuice - Delia Deetz
- 1990 - Dick Tracy - Texie Garcia
- 1990 - Betsy's Wedding - Gloria Henner
- 1990 - Home Alone - Kate McCallister
- 1990 - Little Vegas - Lexie
- 1992 - There Goes the Neighborhood - Jessie Lodge
- 1992 - Home Alone 2: Lost in New York - Kate McCallister
- 1994 - The Paper - Susan
- 1994 - Wyatt Earp - Allie Earp
- 1994 - A Simple Twist of Fate - Mrs. Simon
- 1994 - Little Giants - Moeder van jongetje
- 1995 - Tall Tale - Calamity Jane
- 1996 - Waiting for Guffman - Sheila Albertson
- 1996 - The Last of the High Kings - Cathleen
- 1997 - Hope - Muriel Macswain
- 1998 - Home Fries - Mrs. Lever
- 1999 - Late Last Night - The Shrink
- 1999 - The Life Before This - Sheena
- 2000 - Best in Show - Cookie Guggelman Fleck
- 2001 - Committed
- 2001 - Speaking of Sex - Connie Barker
- 2002 - Orange County - Cindy Beugler
- 2003 - A Mighty Wind - Mickey Crabbe
- 2004 - Surviving Christmas - Christine Valco
- 2004 - Lemony Snicket's A Series of Unfortunate Events - Justice Strauss
- 2005 - Game 6 - Lillian Rogan
- 2006 - Barbie in the 12 Dancing Princesses - Gravin Rowena
- 2006 - For Your Consideration - Marilyn Hack
- 2006 - Penelope - Jessica Wilhern
- 2009 - Away We Go - Gloria Farlander
- 2010 - Killers - Mrs. Kornfeldt
- 2010 - Temple Grandin - Tante Anne
- 2023 - Pain Hustlers- Jackie
- 2024 - Argylle - Ruth
- 2024 - Beetlejuice Beetlejuice - Delia Deetz
- 2025 - The Last of Us - Gail (televisieserie)

### Stemmen
- 1993 - The Nightmare Before Christmas - Sally en Shock (stem)
- 1997 - Pippi Longstocking - Mrs. Prysselius
- 1999 - Bartok the Magnificent - Ludmilla
- 2000 - Edwurd Fudwupper Fibbed Big
- 2005 - Chicken Little - Tina/Moeder-alien (stem)
- 2006 - Over the Hedge - Penny (stem)
- 2006 - Brother Bear 2 - Kata (stem)
- 2006 - Monster House - Dj's moeder (stem)
- 2012 - Frankenweenie - Susan Frankenstein (stem)
- 2023 - Elemental - Brook Ripple (stem)
- 2024 - The Wild Robot - Pinktail (stem)